# Joe Bache
Joseph William Bache (Stourbridge, 8 febbraio 1880 – Birmingham, 10 novembre 1960) è stato un calciatore inglese di ruolo attaccante.
Suo figlio, David Bache, fu un designer automobilistico.

## Statistiche

### Cronologia presenze e reti in nazionale
| Cronologia completa delle presenze e delle reti in nazionale ― Inghilterra | Cronologia completa delle presenze e delle reti in nazionale ― Inghilterra | Cronologia completa delle presenze e delle reti in nazionale ― Inghilterra | Cronologia completa delle presenze e delle reti in nazionale ― Inghilterra | Cronologia completa delle presenze e delle reti in nazionale ― Inghilterra | Cronologia completa delle presenze e delle reti in nazionale ― Inghilterra | Cronologia completa delle presenze e delle reti in nazionale ― Inghilterra | Cronologia completa delle presenze e delle reti in nazionale ― Inghilterra |
| Data                                                                       | Città                                                                      | In casa                                                                    | Risultato                                                                  | Ospiti                                                                     | Competizione                                                               | Reti                                                                       | Note                                                                       |
| -------------------------------------------------------------------------- | -------------------------------------------------------------------------- | -------------------------------------------------------------------------- | -------------------------------------------------------------------------- | -------------------------------------------------------------------------- | -------------------------------------------------------------------------- | -------------------------------------------------------------------------- | -------------------------------------------------------------------------- |
| 2-3-1903                                                                   | Portsmouth                                                                 | Inghilterra                                                                | 2 – 1                                                                      | Galles                                                                     | Torneo Interbritannico 1903                                                | 1                                                                          |                                                                            |
| 29-2-1904                                                                  | Wrexham                                                                    | Galles                                                                     | 2 – 2                                                                      | Inghilterra                                                                | Torneo Interbritannico 1904                                                | 1                                                                          |                                                                            |
| 12-3-1904                                                                  | Belfast                                                                    | Irlanda                                                                    | 1 – 3                                                                      | Inghilterra                                                                | Torneo Interbritannico 1904                                                | 1                                                                          |                                                                            |
| 1-4-1905                                                                   | Londra                                                                     | Inghilterra                                                                | 1 – 0                                                                      | Scozia                                                                     | Torneo Interbritannico 1905                                                | 1                                                                          |                                                                            |
| 16-2-1907                                                                  | Liverpool                                                                  | Inghilterra                                                                | 1 – 0                                                                      | Irlanda                                                                    | Torneo Interbritannico 1907                                                | -                                                                          |                                                                            |
| 12-2-1910                                                                  | Belfast                                                                    | Irlanda                                                                    | 1 – 1                                                                      | Inghilterra                                                                | Torneo Interbritannico 1910                                                | -                                                                          |                                                                            |
| 1-4-1911                                                                   | Liverpool                                                                  | Inghilterra                                                                | 1 – 1                                                                      | Scozia                                                                     | Torneo Interbritannico 1911                                                | -                                                                          |                                                                            |
| Totale                                                                     |                                                                            | Presenze                                                                   | 7                                                                          |                                                                            | Reti                                                                       | 4                                                                          |                                                                            |

## Palmarès

### Club

#### Competizioni nazionali
- Campionato inglese: 1

Aston Villa: 1909-1910
- Coppa d'Inghilterra: 2

Aston Villa: 1904-1905, 1912-1913